# Linha do Porto à Póvoa e Famalicão
A Linha do Porto à Póvoa e Famalicão, igualmente conhecida como Linha do Litoral do Minho ou Linha da Póvoa, foi uma via-férrea de bitola estreita em Portugal, que ligava a cidade do Porto às localidades de Póvoa de Varzim e Famalicão. O primeiro troço, entre Porto-Boavista e Senhora da Hora, foi inaugurado em 1 de Outubro de 1875, tendo sido a primeira linha férrea pública de via estreita em Portugal. A linha foi completada com a chegada a Famalicão, em 12 de Junho de 1881. Nas décadas de 1920 e 1930 existiam planos para prolongar esta Linha desde a Póvoa de Varzim até Viana do Castelo e desde Famalicão até à projetada Linha do Ave (em Ronfe), assim como para prolongá-la ligeiramente dentro da cidade do Porto, desde a estação da Boavista até uma nova estação a construir na Trindade, um local mais próximo do centro da cidade do Porto. Com exceção da construção da estação de Porto-Trindade, nenhum destes projetos acabou por avançar. O troço entre Porto-Boavista e Porto-Trindade foi aberto em 30 de outubro de 1938.
O troço Póvoa de Varzim–Famalicão foi encerrado em 1995 e foi abandonado à exploração ferroviária. Já o troço entre Porto e Póvoa de Varzim foi encerrado entre 2001 e 2002, mas de modo a ser convertido numa linha do Metro do Porto: o troço entre Porto-Trindade e Senhora da Hora encerrou em 28 de Abril de 2001, seguido do troço Senhora da Hora–Póvoa de Varzim em 24 de Fevereiro de 2002. A linha Porto–Póvoa de Varzim reabriu como linha do Metro do Porto (em via dupla e bitola padrão) entre 2002 e 2006.

## Caracterização

### Descrição física
Esta linha ligava a cidade do Porto a Famalicão, passando pela Póvoa de Varzim. A principal interface desta linha era a estação terminal de Porto-Boavista, que foi substituída pela Estação de Porto-Trindade em 1932. Na Estação de Senhora da Hora, havia um entroncamento com a Linha de Guimarães e o Ramal de Matosinhos. Em Famalicão, onde era estabelecida a ligação com a Linha do Minho, existiam infra-estruturas próprias para servir a Linha da Póvoa.
A bitola original era de 900 mm, mas a via foi completamente convertida, em 1930, para bitola métrica.

### Material circulante e sistemas de atrelagem
As duas primeiras locomotivas na linha foram duas máquinas articuladas, do tipo sistema Fairlie, construídas pela Vulcan Foundry em 1875, que foram as únicas em Portugal com duplos comandos e uma cabine no centro. Em 1897, encomendou duas locomotivas a vapor de rodado 0-3-1T, que receberam os números E61 e E62 quando foram integradas na Companhia dos Caminhos de Ferro Portugueses. Também foram encomendadas três locomotivas à casa francesa Fives-Lille, que receberam os números 7 a 9, e que depois formaram a Série E31 a E33 da CP. Pela Linha da Póvoa também passaram as locomotivas da Série E91 a E97 e Série E81 a E86 da CP
Entre 1954 e 1955, começaram a ser utilizadas na Linha da Póvoa as automotoras da Série 9300, que seriam, posteriormente, substituídas por composições rebocadas pelas locomotivas da Série 9000 na Década de 1990. Também circularam, nesta linha, as automotoras da Série 9600.
Em 1982, circulavam, entre as Estações de Porto-Trindade e Póvoa de Varzim, composições rebocadas por locomotivas da Série 9020.
Inicialmente, foi utilizada uma atrelagem em tulipa, que seria progressivamente substituída na Década de 1930, após a união entre as Companhias da Póvoa e de Guimarães, pelo sistema de tampão central com tensor lateral; nos primeiros anos após a fusão, o tampão era obliterado verticalmente, para obter compatibilidade com o sistema de cutelo que ser anteriormente utilizado na Linha de Guimarães.

## História

### Planeamento, construção e inauguração
Em 19 de Junho de 1873, o Barão de Kessler e Temple Ellicot foram autorizados a construir e explorar uma ligação ferroviária, com bitola de 900 milímetros, entre as cidades do Porto e da Póvoa de Varzim, sem quaisquer apoios do estado. Um despacho de 30 de Dezembro de 1873 deferiu o trespasse da concessão para a Companhia do Caminho de Ferro do Porto à Póvoa, que foi formada expressamente para aquele fim, tendo uma portaria de 9 de Abril de 1874 validado o processo. O principal motivo para a utilização desta bitola foi o facto dos capitais serem maioritariamente de origem britânica, e as primeiras locomotivas serem fornecidas pela casa inglesa Fairlie Engine Co..
As obras decorreram sem grandes problemas, tendo o primeiro troço, entre Boavista e Póvoa de Varzim, sido inaugurado no dia 1 de Outubro de 1875. Como previsto, a linha foi construída numa bitola de 900 milímetros, tendo esta sido a primeira linha pública de via estreita em Portugal, fazendo parte do chamado primeiro grupo de caminhos de ferro de via estreita de interesse geral, que também incluiu as Linhas de Guimarães e do Tua, e o Ramal de Matosinhos.
A Companhia obteve, em Agosto de 1875 e em 19 de Dezembro de 1876, a autorização para construir um novo troço, com cerca de 29 km de comprimento, entre a Póvoa de Varzim e Famalicão, aonde se iria ligar à Linha do Minho; a construção não sofreu quaisquer incidentes, tendo a linha chegado às Fontainhas em 7 de Agosto de 1878, e até Famalicão em 12 de Junho de 1881.

### Formação da Companhia do Norte e alteração de bitola
Desde cedo que o Estado Português reconheceu que nem a Companhia da Póvoa nem a sua congénere de Guimarães possuíam condições para sobreviver separadamente; Assim, uma lei de de 20 de Junho de 1912 estabeleceu as condições para autorizar a fusão entre ambas as Companhias, tendo um dos vários pontos referido-se ao alargamento da bitola na Linha do Porto à Póvoa e Famalicão, para 1 metro. O processo de fusão foi atrasado por vários problemas, incluindo o despontar da Primeira Guerra Mundial, tendo ambas as companhias sido fundidas, em 14 de Janeiro de 1927, na Companhia dos Caminhos de Ferro do Norte de Portugal; o novo contrato, assinado em 8 de Agosto do mesmo ano, estabeleceu a alteração da bitola nesta Linha, como tinha sido, anteriormente, acordado. As obras de alargamento da via, terminadas em 1930, foram efectuadas de forma célere e eficaz, não se tendo verificado interrupções na circulação ferroviária.

### Ligação à Trofa e continuação da Linha da Póvoa até à Trindade

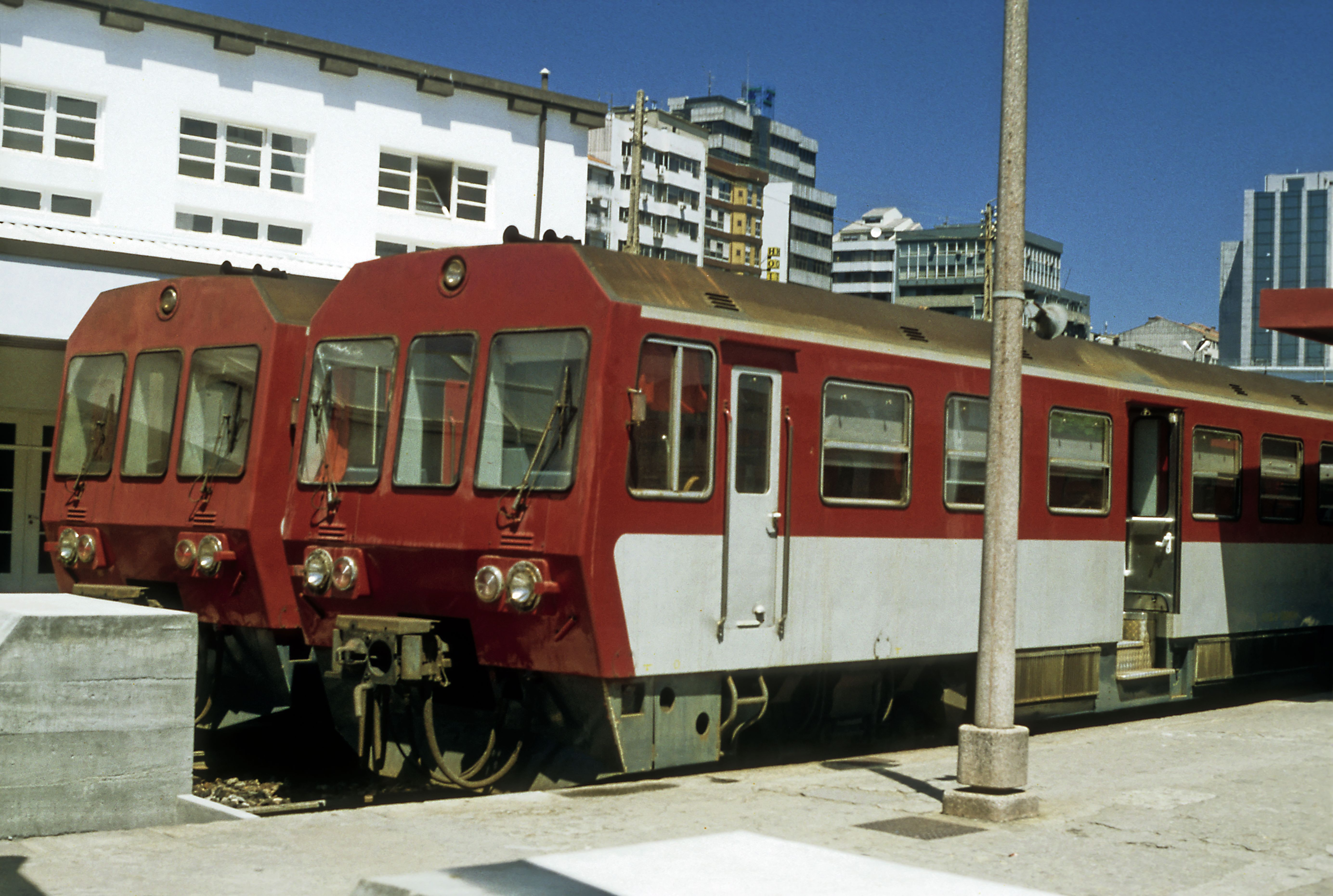
Estação Ferroviária de Porto-Trindade, antes da renovação.

Outra das condições para a fusão entre as duas companhias, conforme ordenado pela lei de 20 de Junho de 1912, era a construção de um ramal, entre as estações de Mindelo, na Linha da Póvoa, e Lousado, na Linha de Guimarães, de forma a unir as duas redes; as empresas pediram, no entanto, que o traçado fosse modificado, de forma a se iniciar no tramo entre as Estações de Senhora da Hora e Pedras Rubras da Linha da Póvoa, e a terminar na Trofa, passando por São Pedro de Avioso, o que foi aceite pelo decreto 12568, de 26 de Outubro de 1926. Esta linha entrou ao serviço em 14 de Março de 1932.
A continuação da Linha até à Trindade, na cidade do Porto, foi autorizada à Companhia do Caminho de Ferro do Porto à Póvoa e Famalicão em 20 de Janeiro de 1913, com uma garantia de juro de 9 %, que foi, posteriormente, reduzida para 7,5%, pelo Decreto n.º 12988; este documento também autorizou a Companhia a construir ligações até Braga, Esposende e Barcelos. A abertura à exploração da Estação da Trindade só se efectuou, no entanto, em 30 de Outubro de 1938, devido a vários incidentes, que atrasaram as obras. Devido aos elevados custos envolvidos nesta obra, a Companhia do Norte foi forçada a vender capital à divisão do Minho e Douro da Companhia dos Caminhos de Ferro Portugueses.

### Década de 1960

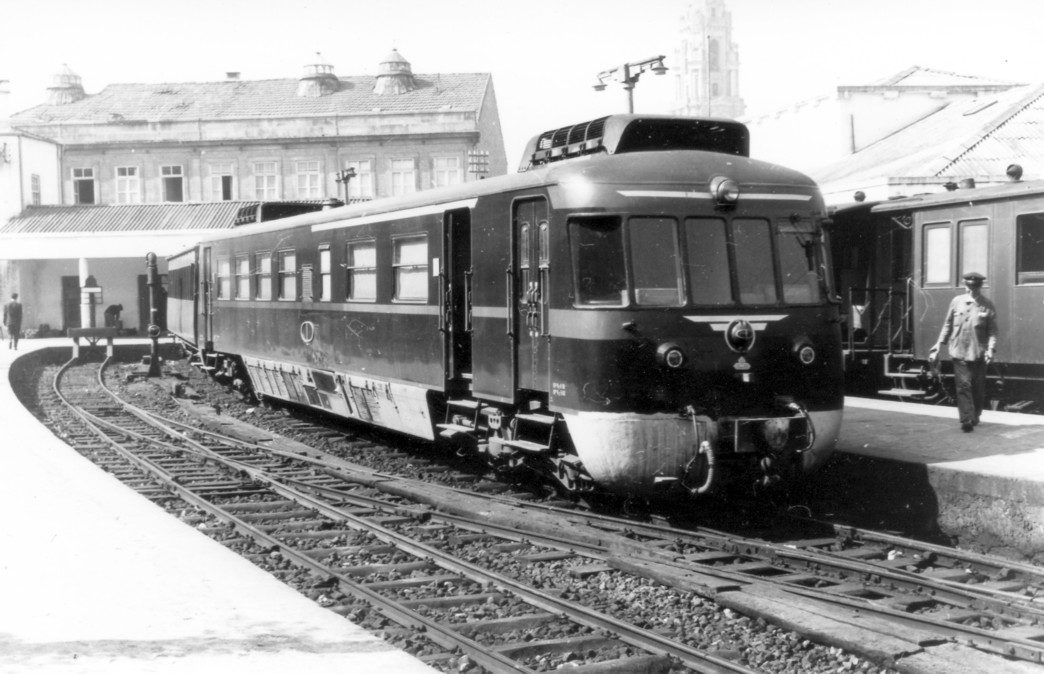
Automotora da série 9300 na estação de Porto-Trindade, em 1965.

A partir da Década de 1960, esta linha conheceu um aumento inesperado no movimento de passageiros, fruto do crescimento urbano da zona metropolitana do Porto; este acréscimo abrupto na procura revelou-se, no entanto, insustentável para os recursos existentes.

#### Desastre Ferroviário de Custóias
Em 26 de Julho de 1964, uma automotora da Série 9300 descarrilou na zona de Custóias, provocando 90 mortos. Na altura, foi o mais grave acidente ferroviário ocorrido em Portugal, e atualmente apenas é ultrapassado pelo desastre ferroviário de Moimenta-Alcafache, ocorrido 21 anos depois.

### Década de 1990

#### Projecto de electrificação e alteração nos horários

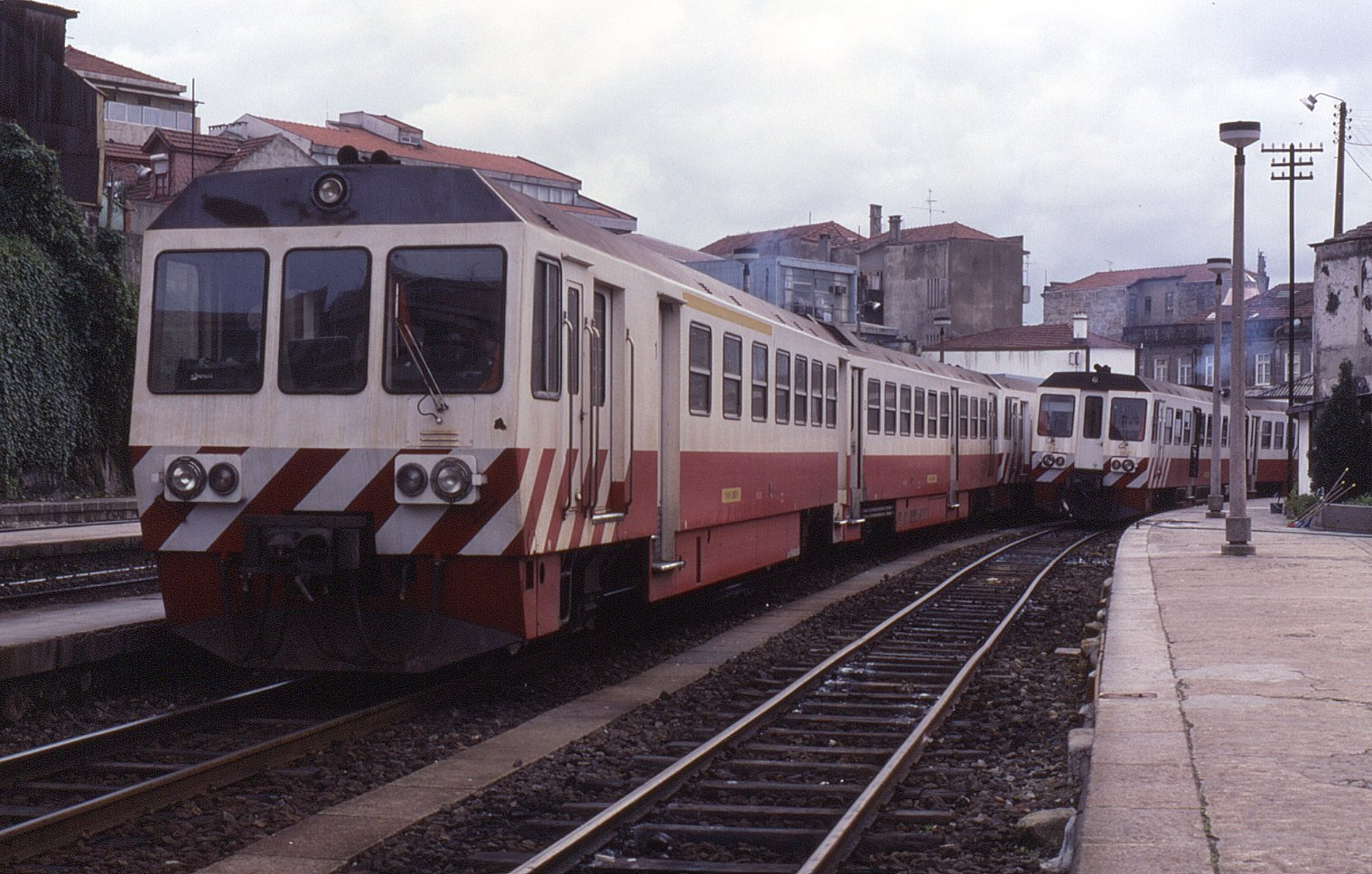
Automotoras da série 9600 na estação de Porto-Trindade, em 1990.

Em 1991, existia um projecto de electrificação para esta linha, razão pela qual as automotoras da Série 9630, que entraram ao serviço nesse ano com vista a reforçar a oferta, vieram desde logo preparadas para a sua adaptação à tracção eléctrica.
Na Década de 1990, foram introduzidos novos horários, que melhoraram consideravelmente a qualidade dos serviços, ao agrupá-los em famílias com destinos, frequências e paragens diferentes; isto resultou numa optimização do material circulante disponível e dos recursos humanos.

#### Desastre Ferroviário de Rates
Em 29 de Maio de 1994, uma automotora da série 9600 colidiu com um autocarro numa passagem-de-nível em Rates, provocado a morte de 5 pessoas.

#### Encerramento do troço Póvoa–Famalicão
O troço entre Póvoa de Varzim e Famalicão "escapou" à vaga de encerramentos de linhas férreas ocorrida em finais da década de 1980 e inícios da década de 1990. Contudo, o seu encerramento continuou a ser considerado pela CP nos anos seguintes e acabou por ocorrer em 1995.
Este troço encontra-se a ser convertido numa ciclovia.

### Encerramento do troço Porto–Póvoa de Varzim e conversão em Metro do Porto

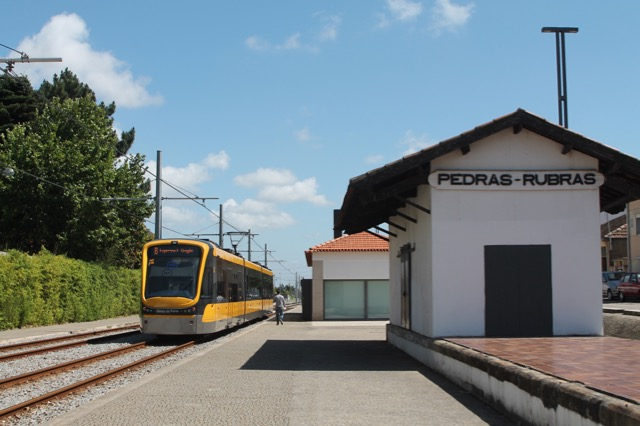
Uma composição do Metro do Porto na antiga estação ferroviária de Pedras Rubras (muito próxima da equivalente estação de Metro), em 2012.

Na década de 1990 ganhou força a ideia de construir uma rede de metro ligeiro na área metropolitana do Porto. Em 1989, a STCP realizou um estudo onde propunha a construção de uma rede de metropolitano ligeiro para resolver os problemas de mobilidade da área metropolitana do Porto, ideia que foi fortemente apoiada pelo Presidente da Câmara Municipal do Porto Fernando Gomes. Os planos iniciais baseavam-se apenas numa ligação entre Matosinhos, Porto e Vila Nova de Gaia, mas a partir de 1992 começou a ser planeada a inclusão de municípios mais afastados do Porto na futura rede de metropolitano, entre os quais Vila do Conde e Póvoa de Varzim. Em março de 1993 foi criada a empresa Metro do Porto S.A., que se destinava a projetar, construir e explorar a futura rede de metropolitano e em dezembro de 1994 foi aberto o concurso público para escolher o empreiteiro que construiria e exploraria a rede. O projeto final do Metro do Porto foi apresentado em janeiro de 1996. O projeto consistia na construção de uma rede de 70 km dividida em quatro linhas. Dos 70 km da rede, 50 km seriam construídos através da conversão de linhas ferroviárias pesadas em linhas de metro. As linhas a converter seriam a Linha da Póvoa entre o Porto e Póvoa de Varzim, e a Linha de Guimarães entre o Porto e a Trofa, ambas linhas de bitola métrica não-eletrificada. O consórcio de empresas privadas Normetro foi o vencedor do concurso público e em dezembro de 1998 foi assinado o contrato de concessão para a construção e exploração da rede do Metro do Porto.
Em 2001 iniciou-se o processo de encerramento do troço Porto–Póvoa de Varzim, com vista à sua transformação numa linha do Metro do Porto. O primeiro troço, da Trindade à Senhora da Hora, foi encerrado em 28 de Abril. A circulação no troço seguinte, da Senhora da Hora à Póvoa de Varzim, foi oficialmente suspensa à meia-noite do dia 24 de Fevereiro de 2002.
O primeiro troço convertido para o Metro do Porto, entre Trindade e Senhora da Hora, foi inaugurado em 7 de Dezembro de 2002. O troço Senhora da Hora–Pedras Rubras abriu em 13 de Março de 2005 e o troço Pedras Rubras–Póvoa de Varzim em 18 de Março de 2006. A linha do Metro do Porto é uma linha em bitola padrão, eletrificada e em via dupla.